# المدينة الفضية (قصة مصورة)
المدينة الفضية هي مكان خيالي يتواجدُ في بعض القصص التي نُشرت من قِبل عالم دي سي وقد ظهرت لأوّل مرة في قصّة كومكس نُشرت في شباط/فبراير من عام 1940 على يدِ جيري سيغل.

## التاريخ
لقد عُرف مفهوم «المدينة الفضية» عام 1940 لكنّه زادَ شهرةً على يدِ (نيل غيمان الذي استعملهُ في قصّة بعنوان «موسم الضباب». استخدمَ غيمان هذا المفهوم مرة أخرى في قصته القصيرة «الغاز القاتل». بحلولِ عام 1999 بدأ المؤلف مايك كاري في تأليفِ قصّة «رجل الرمل» في سلسلة «لوسفر» وفيها تطرّق لقضيّة المدينة الفضية بل دارت معظم أحداث القصة داخلها.
عادةً ما يظهرُ في المدينة الفضية عددٌ من الرموز أو الأشياء الأخرى التي توضح القصة نوعًا ما:
- سارافيم
- كاروبيم
- فضيلة
- الإمارة
- رؤساء ملائكة
- ملاك